# Тимербаево
Тимербаево (баш. Тимербай) — деревня в Куюргазинском районе Башкортостана, входит в состав Свободинского сельсовета.

## История
До 19.11.2008 г. входила в Абдуловский сельсовет, расформированный согласно Закону Республики Башкортостан от 19.11.2008 г. N 49-З «Об изменениях в административно-территориальном устройстве Республики Башкортостан в связи с объединением отдельных сельсоветов и передачей населённых пунктов».

## Население
| 2002 | 2009 | 2010 |
| ---- | ---- | ---- |
| 314  | ↗324 | ↘298 |

Национальный состав
Согласно переписи 2002 года, преобладающие национальности — татары (63 %), башкиры (36 %).

## Географическое положение
Расстояние до:
- районного центра (Ермолаево): 40 км,
- центра сельсовета (Свобода): 13 км,
- ближайшей ж/д станции (Ермолаево): 40 км.

## Известные уроженцы
- Бакирова, Миниса Минивалеевна (род. 27 декабря 1947) — актриса Стерлитамакского театра драмы, Народная артистка Республики Башкортостан[6][7].
- Юмагулов, Ильшат Халилович (26 января 1932 — 6 ноября 2007) — советский башкирский актёр и драматург[8].